# Narcisse Théophile Patouillard
Narcisse Théophile Patouillard [narsis téofil patujár] (2. července 1854 Macornay – 30. března 1926 Paříž) byl francouzský farmaceut a mykolog. 

## Život
Narcisse T. Patouillard se narodil ve městě Macornay v departementu Jura. Do školy chodil v Lons-le-Saunier a ve věku 15 let se stal telegrafistou. Poté studoval farmacii v Besançonu, kde absolvoval v roce 1879. Pokračoval ve studiu na École Supérieure de Pharmacie v Paříži. Zde v roce 1884 absolvoval doktorskou prací zabývající se strukturou a klasifikací taxonomické skupiny stopkovýtrusných hub (pod tehdy užívaným názvem hymenomycety) nazvanou „Des Hyménomycètes au point de vue de leur structure et de leur classification“.
Patouillard provozoval svou lékárnu více než čtyřicet let, nejprve v Poligny (1881–1884), poté v Fontenay-sous-Bois (1884–1885), Paříži (1886–1898) a nakonec v Neuilly-sur-Seine (od roku 1898). V letech 1893 až 1900 působil v oddělení výtrusných rostlin na pařížské École Supérieure de Pharmacie. V roce 1900 zde získal doktorát (Essai taxonomique sur les familles et les genres des Hyménomycètes).
Byl odborníkem v taxonomii hub a jako první popsal mnoho nových druhů a rodů, většina z jeho taxonomických zařazení platí dodnes. Mezi těmito rody jsou Guepiniopsis, Hirsutella, Lacrymaria, Leucocoprinus, Melanoleuca a Spongipellis. Jeho jméno nese vláknice Patouillardova (Inocybe erubescens).
Byl autorem více než 250 prací, a odborníkem na tropickou mykologii. Více než 100 jeho publikací se zabývá studiem hub z různých míst světa, jako jsou například Brazílie, Jáva, Guadeloupe, Mexiko, Nová Kaledonie, Gambierovy ostrovy, Filipíny apod. V „Národním přírodovědném muzeu“ v Paříži je uloženo více než 3000 akvarelů hub, které v roce 1968 odkázala muzeu jeho dcera. Patouillardův herbář získala Harvardova univerzita v roce 1905.
V roce 1884 se Narcisse Patouillard stal jedním ze zakladatelů Société mycologique de France. V letech 1891–1892 byl jejím třetím prezidentem. V roce 1920 se stal čestným členem British Mycological Society.

## Dílo
výběr
- Tabulae analyticae Fungorum, 1883–1889.
- Les Hyménomycètes d'Europe. Anatomie générale et classification des champignons supérieurs (Evropské stopkovýtrusné houby. Obecná anatomie a klasifikace vyšších hub), 166 pp. 1887.
- Fragments mycologiques: Notes sur quelques champignons de la Martinique (Mykologické zlomky. Poznámky o několika houbách z Martiniku), in Journal of Botany 3 pp. 335 – 343, 1889.
- Essai taxonomique sur les familles et les genres des Hyménomycètes (Taxonomické pojednání o rodech a čeledích stopkovýtrusných hub) , 1900.
- Exploration scientifique de la Tunisie : énumération des champignons observés en Tunisie (Vědecký výzkum Tuniska. Výčet hub, pozorovaných v Tunisku) 1892